# Goathurst
Goathurst is een civil parish in het bestuurlijke gebied Sedgemoor, in het Engelse graafschap Somerset met 193 inwoners.

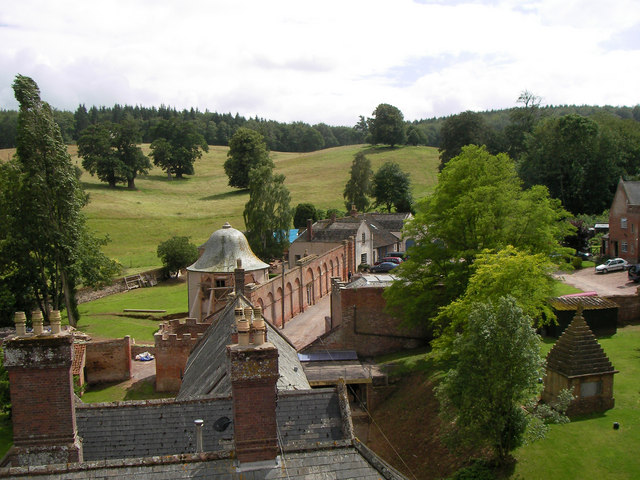
Halswell House